# Tinctuur (heraldiek)

Koninkrijk Jeruzalem: wapen met twee tincturen

In de heraldiek wordt met een tinctuur een metaal aangeduid. In de heraldiek zijn er twee metalen die op een wapenschild kunnen voorkomen: zilver en goud, oftewel argent en or in de heraldische terminologie. Koper komt niet voor, maar een koperen of bronzen voorwerp kan in zijn "natuurlijke kleuren" op een wapenschild zijn afgebeeld.
Een tinctuur is in de heraldiek geen heraldische kleur. Wel geldt een vergelijkbare regel: zoals er geen twee kleuren op elkaar kunnen worden geplaatst kan een veld van een tinctuur niet met een stuk in een andere tinctuur worden beladen. Een uitzondering zijn raadselwapens zoals dat van het koninkrijk Jeruzalem, waarin een veld van argent is beladen met een Jeruzalemkruis in or. Ook de Paus gebruikt een wapen met twee tincturen.

Wapen van Breslau van 1948 tot 1990, in de DDR-tijd. In wit (argent) de Poolse adelaar, in zwart (sabel) de Silezische adelaar. Het geel geldt als metaal: or.

adelaar · Agnus Dei · alliantiewapen · andreaskruis · ankerkruis · armoriaal · baldakijn · barensteel · bezant · Bourgondisch kruis · brisure · cartouche · centaur · cordelière · dekkleed · dorpsvlag · dorpswapen· drieberg · dubbelkoppige adelaar · dwarsbalk · fleur de lis · fleuron · Friese adelaar · gaande leeuw · gecarteleerd · Gelderse leeuw · gepaald · gravenkroon · groot wapen · griffioen · hartschild · helmkroon · helmteken · heraldische kleur · herautstuk · hermelijn · hoed · Hollandse tuin · huismerk · Jeruzalemkruis · karbonkel · keizerskroon · keper · koek · kromstaf · kroon · krukkenkruis · kwartier · kwartileren · kwartierzoom · leeuw · markiezenkroon · merlet · molenijzer · motto · muurkroon · nassaublauw · natuurlijke kleur · Nederlandse leeuw · Nederlandse Maagd · ombrellino · ordeketen · palen · pentagram · pijlenbundel · raadselwapen · raaf · respectant · riddertoernooi · rijksbanier · rijkskleuren · rijksstandaard · rijkswapen · roos · Rudolfinische keizerskroon · Saksenros · Saladins Adelaar · scharlakenrood · schildhoofd · schildhouder · schildvoet · schildzoom · schoof · schuinbalk · schuinstreep sinister · sinister · sleutels van Petrus · socialistische heraldiek · sprekend wapen · stadskleuren · standaard · stedenmaagd · ster · tinctuur · vair · vermeerdering · vlag · vorstenhoed · vrijheidshoed · vrijkwartier · vrouwenwapen · wapen · wapenbelasting · Wapenboek Beyeren · Wapenboek Gelre · wapenbord · wapendiploma · wapendier · wapenkast · wapenkoning · wapenmantel · wapenrecht · wapenrol · wapenstier · wapentent · wassende en afnemende maan · Waterlandse zwaan · Westfriese boomwapens · wildeman · wolfsangel · wrong